# Холодные Яры (район Чернигова)
Холодные Яры (укр. Холодні Яри) — исторически сложившаяся местность (район) Чернигова, расположена на территории Новозаводского административного района.

## История
В 18 веке был застроен одноэтажными домами глубокий разветвлённый Холодный Яр (Овраг), который издревле граничил с Черниговским Посадом-Предградьем. В результате возникло несколько улиц и улочек, которые одинаково именовались — Холодный Яр. Длиннейшая из которых со времен получила название улица 1-й Холодный Яр (современная улица Десняка).
Улицы живописные, извилистые в плане, повторяя ландшафт местности, неширокие, являются своеобразным памятником истории и архитектуры города. Тут сохранились ряд примеров народного строительства и резьбы.
Холодные яры обозначены на «плане города Чернигова» 1908 года между началом Северянской улицы (Коцюбинского) и Подмонастрыской улицей (Толстого).

## География
Холодные Яры расположено в юго-западной части города Чернигова — между улицами Попудренко и Толстого. Расположена в границах «комплексной охранной зоне памятников исторического центра города» и «охранное зоне с ограничением высоты застройки».  
Улицы: Ватутина, Десняка, Колосковых, Леси Украинки, Северянская, Холодный Яр. 

улица Ватутина
улица Леси Украинки
дом № 15 улицы Леси Украинки
улица Десняка (между Леси Украинки и Холодным Яром)

## Социальная сфера
Нет школ и детских садов. Нет предприятий.

## Транспорт
По улицам Холодных Яров не пролегают маршруты общественного транспорта.